# شهرستان الپین، میشیگان
شهرستان الپین، میشیگان (به انگلیسی: Alpine Township, Michigan) یک منطقهٔ مسکونی در ایالات متحده آمریکا است که در میشیگان واقع شده‌است.

## خصوصیات
شهرستان الپین ۹۳٫۲ کیلومترمربع مساحت و ۱۳٬۹۷۶ نفر جمعیت دارد و ۲۵۷ متر بالاتر از سطح دریا واقع شده‌است.